# Agricultura en Colombia

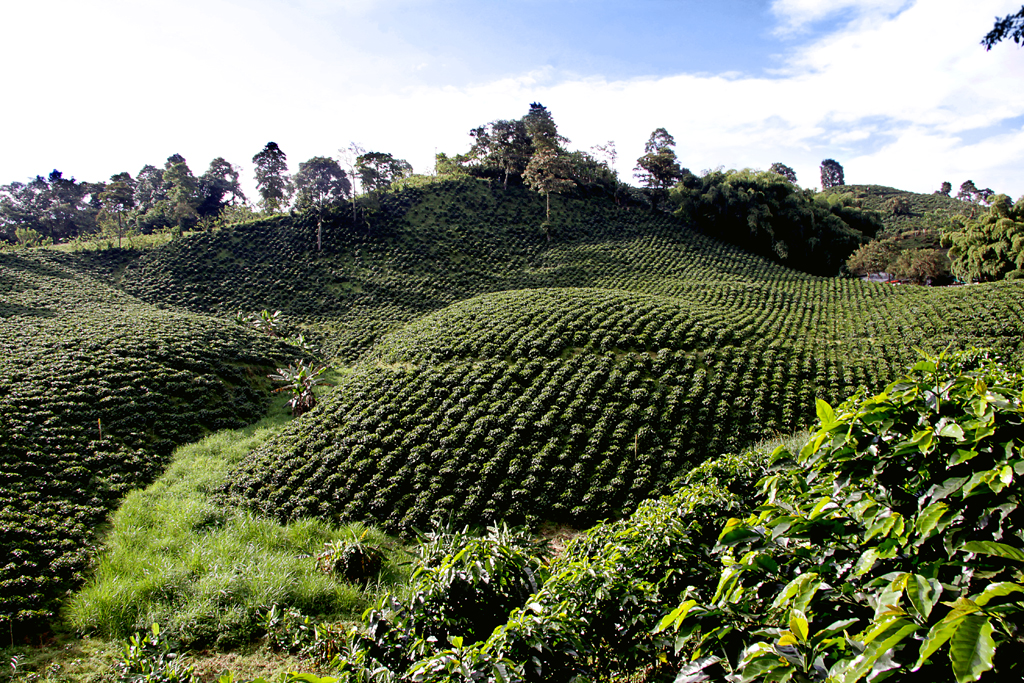
Cafetales,Triángulo del Café. Colombia es uno de los 5 principales productores de café del mundo.

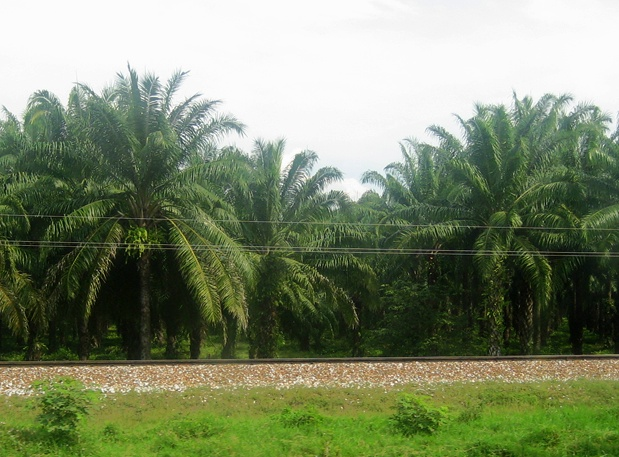
Plantación de palma en Magdalena. Colombia es uno de los 5 principales productores de aceite de palma del mundo.

La agricultura en Colombia es una consecuencia ya que la agricultura regulada dentro de las funciones del Ministerio de Agricultura y Desarrollo Rural del gobierno colombiano, que planea el desarrollo de la agricultura y la pesca en compañía del Ministerio de Hacienda y Crédito Público para el desarrollo económico del país y el sostenimiento de la población.
Según cifras oficiales de la vicepresidencia de Colombia, 17.670 propietarios son dueños del 64% de todas las parcelas rurales existentes. Más de la mitad del país está es propiedad del 0,04 por ciento de la población. En Colombia, la agricultura se caracteriza por los monocultivos como el de banano, papa y la marihuana medicinal. El banano es rico en proteínas y en tamaño, se les conoce como los mejores del mercado. En cambio la marihuana medicinal se da más que todo en zonas de clima húmedo y concentrado, se distribuye y exporta hacia noruega donde se empaca y se envía a centros de medicación mientras que los ganaderos en la Federación Colombiana de Ganaderos (FEDEGAN).

## Productos

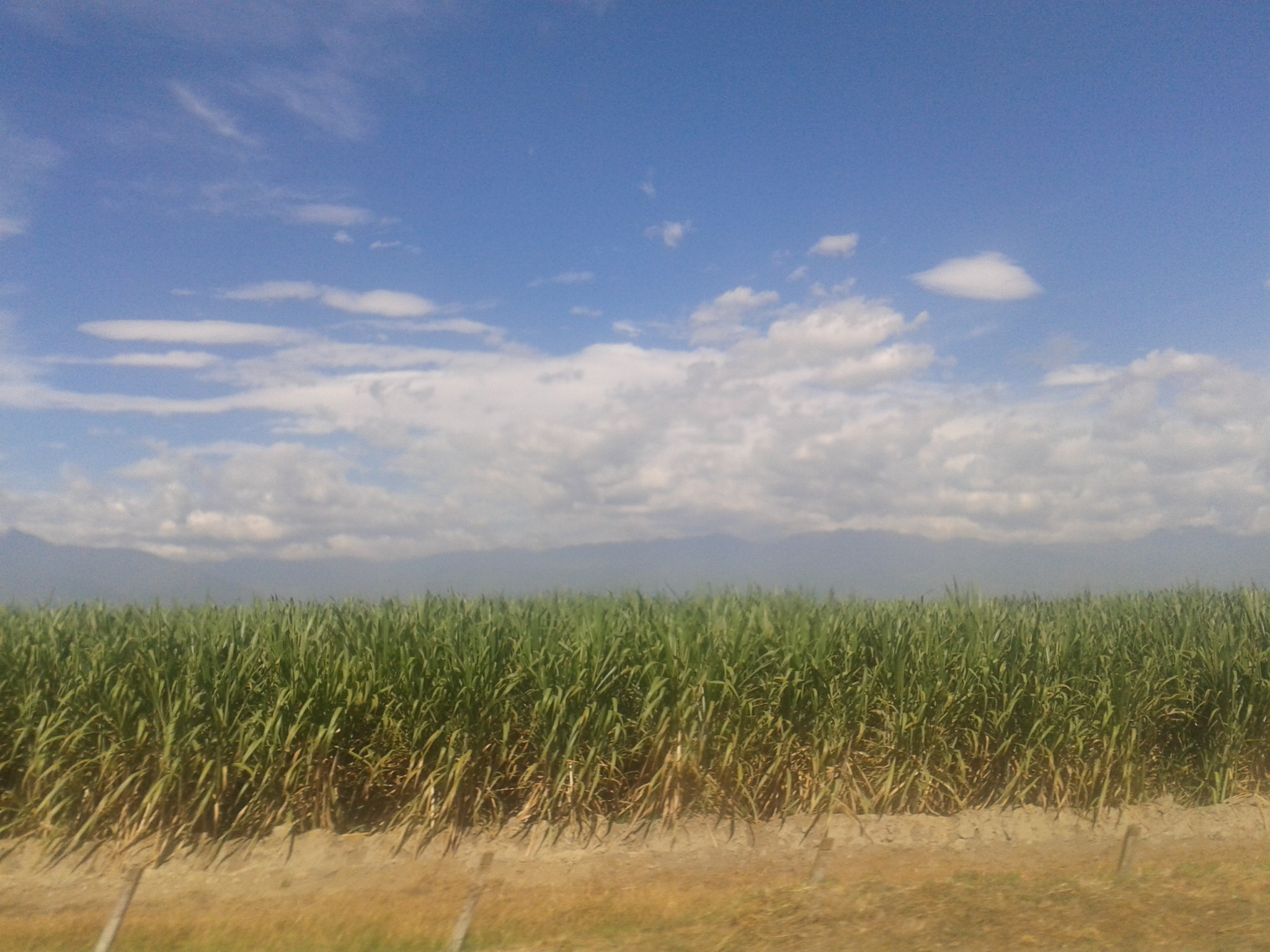
Caña de azúcar en Valle del Cauca. Colombia es uno de los 10 principales productores de caña de azúcar del mundo.

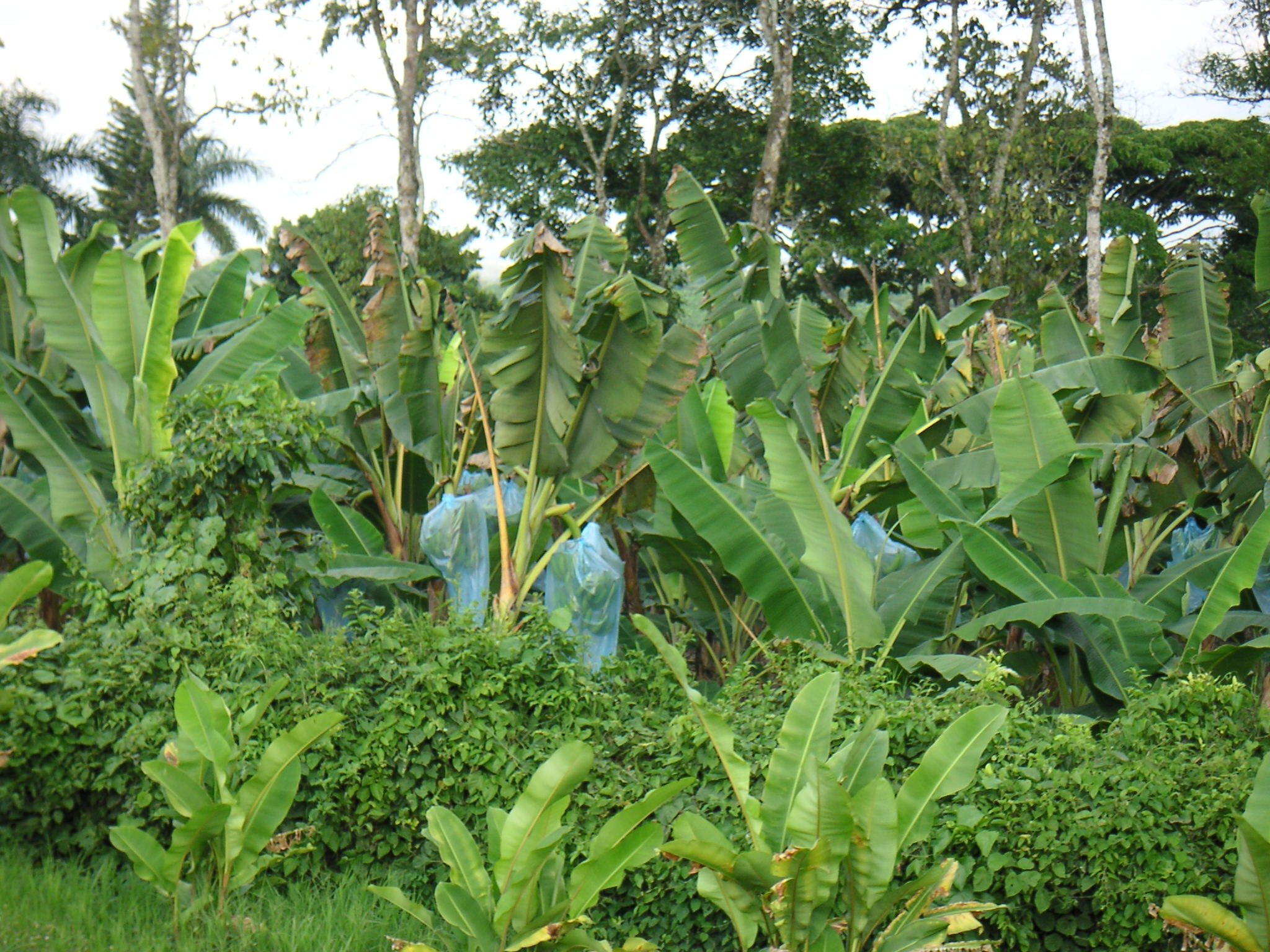
Plátanos en Quindío. Colombia es uno de los 10 mayores productores del mundo.

Colombia es uno de los 5 mayores productores del mundo de café, aguacate y aceite de palma, y uno de los 10 mayores productores de mundo de caña de azúcar, plátano, piña y cacao.
Colombia produjo, en 2018, 36,2 millones de toneladas de caña de azúcar (séptimo productor mundial), 5,8 millones de toneladas de aceite de palma (quinto productor mundial), 3,7 millones de toneladas de banano común y 3,5 millones de toneladas de bananos para cocinar (cuarto productor mundial de banano en general) y 720 mil toneladas de café (cuarto productor mundial, detrás de Brasil, Vietnam e Indonesia). Si bien su vecino Brasil es el mayor productor de café del mundo (3,5 millones de toneladas producidas en el mismo año), la publicidad realizada por el país desde hace décadas sugiere que el café colombiano es de mayor calidad, lo que genera mayor valor agregado al producto del país. En el mismo año, Colombia produjo 3,3 millones de toneladas de arroz, 3,1 millones de toneladas de patata, 2,2 millones de toneladas de mandioca, 1,3 millones de toneladas de maíz, 900 mil toneladas de piña (10º productor más grande del mundo), 670 mil toneladas de cebolla, 527 mil toneladas de tomate, 419 mil toneladas de ñame, 338 mil toneladas de mango, 326 mil toneladas de aguacate (5º productor más grande del mundo), además de producciones menores de otros productos agrícolas como naranja, mandarina, limón, papaya, frijoles, zanahoria, coco, sandía etc.
| Producción agrícola colombiana |                    |                           |                              |
|                                |                    |                           |                              |
| Ananas comosus Piña.           | Oryza sativa Arroz | Persea americana Aguacate | Solanum phureja Papa criolla |